# أحمد حمادة
أحمد حمادة جاسم (مواليد 18 سبتمبر 1961) عداء مسافات متوسطة بحريني متخصص في سباقات تخطي الحواجز. شارك في دورة الألعاب الأولمبية الصيفية 1984 وفي دورة الألعاب الأولمبية الصيفية 1988 وكان بطل سباق 400 متر حواجز في دورة الألعاب الآسيوية 1986. كما فاز بالميدالية البرونزية في دورة الألعاب الآسيوية 1982 وبطولة آسيا لألعاب القوى 1983.

## روابط خارجية
- أحمد حمادة على موقع الاتحاد الدولي لألعاب القوى (الإنجليزية)
- أحمد حمادة على موقع أوليمبيديا (الإنجليزية)